# Mills Gardner
Mills Gardner, född 30 januari 1830 i Russellville i Ohio, död 20 februari 1910 i Washington Court House i Ohio, var en amerikansk politiker (republikan). Han var ledamot av USA:s representanthus 1877–1879.
Gardner efterträdde 1877 John S. Savage som kongressledamot och efterträddes 1879 av John A. McMahon.
Gardner är begravd på Washington Cemetery i Washington Court House i Ohio.